# Charles Bukowski
Charles Bukowski, ameriški pisatelj in pesnik, *16. avgust 1920, Andernach, Nemčija, † 9. marec 1994, San Pedro, Kalifornija, ZDA.
Charles Bukowski je bil poet ameriškega velemesta Los Angeles in njegova poezija daje čutiti močan utrip njegovega mesta. Kot piscu proze mu je bila oblika izražanja novela, ki jih je združene objavil v nekoliko knjigah. Piše o vsakodnevnih pojavih kapitalistične družbe, kot so alkoholizem, prostitucija, narkomanija, kriminal in revščina. Opisuje ulično življenje in ljudi z dna. Je kultna osebnost sodobne književnosti in ima velik vpliv tako na mlade bralce, kot ustvarjalce, saj se je kot umetnik razvijal v obdobju hipi generacije. V svojih novelah mnogokrat nastopa kot avtobiografski lik Henry Chinaski. Charles Bukowski je spadal pod zvrst prestopniškega leposlovja.